# L'Assomption de la Vierge (Le Corrège)
Pour les articles homonymes, voir Assomption (homonymie) et L'Assomption de la Vierge en art.
L'Assomption de la Vierge est une fresque qui décore le dôme de la Cathédrale de Parme en Italie. Réalisée par le Corrège entre 1526 et 1530, elle serait inspirée du travail de la perspective de Melozzo da Forlì.

## Histoire
Le Corrège a signé le contrat pour la peinture le 3 novembre 1522, l'a commencé en 1526 et l'a terminée en 1530.

## Description et style
La composition qui a été influencée par la perspective de Melozzo de Forlì comprend la décoration de la base de la coupole, qui représente les quatre saints protecteurs de Parme :
- Saint Jean-Baptiste, avec l'agneau ;
- Saint Hilaire avec son manteau jaune ;
- Saint Thomas[1]  avec un ange tenant la palme du martyre ;
- Saint Bernard, le seul personnage regardant vers le haut.

Sous les pieds de Jésus, la Vierge est vêtue de robes rouges et bleues dans un tourbillon d'anges chantants et musicaux. 
À la base de la coupole, entre les fenêtres, se trouvent les apôtres pensifs, debout autour de la tombe vide du Christ. 
Dans le groupe des bienheureux se trouvent Adam et Ève, Judith avec la tête d'Holopherne. 
Au centre du dôme, Jésus imberbe descend vers sa mère.
La totalité de la surface architecturale qui comprend les peintures du Corrège et ceux de ses suiveurs baroques du XVIIe siècle est traitée comme une seule unité picturale de vastes proportions, le dôme de l'église étant assimilé à la voûte du ciel. L'illusion créée par les images qui semblent émerger de l'espace grâce à l'usage de la perspective était audacieuse pour l'époque, néanmoins la technique deviendra courante chez les artistes baroques.
De nombreuses autres œuvres et artistes semblent s'être inspirés du Corrège :
- Carlo Cignani, fresque de L'Assomption de la Vierge à la cathédrale de Forlì ;
- Giovanni Lanfranco, fresque du dôme de l'Église Sant'Andrea della Valle à Rome.

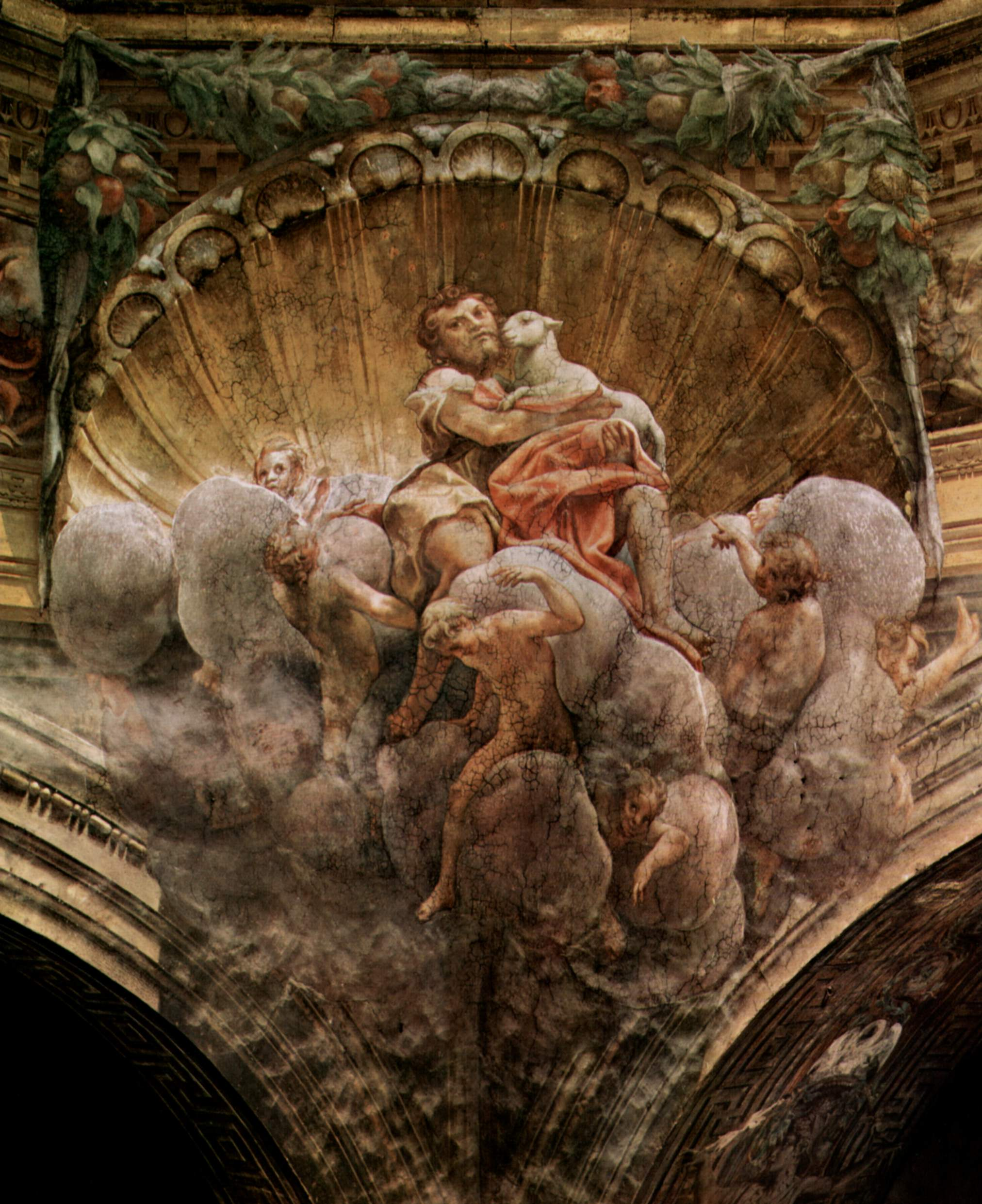
Saint Jean-Baptiste.
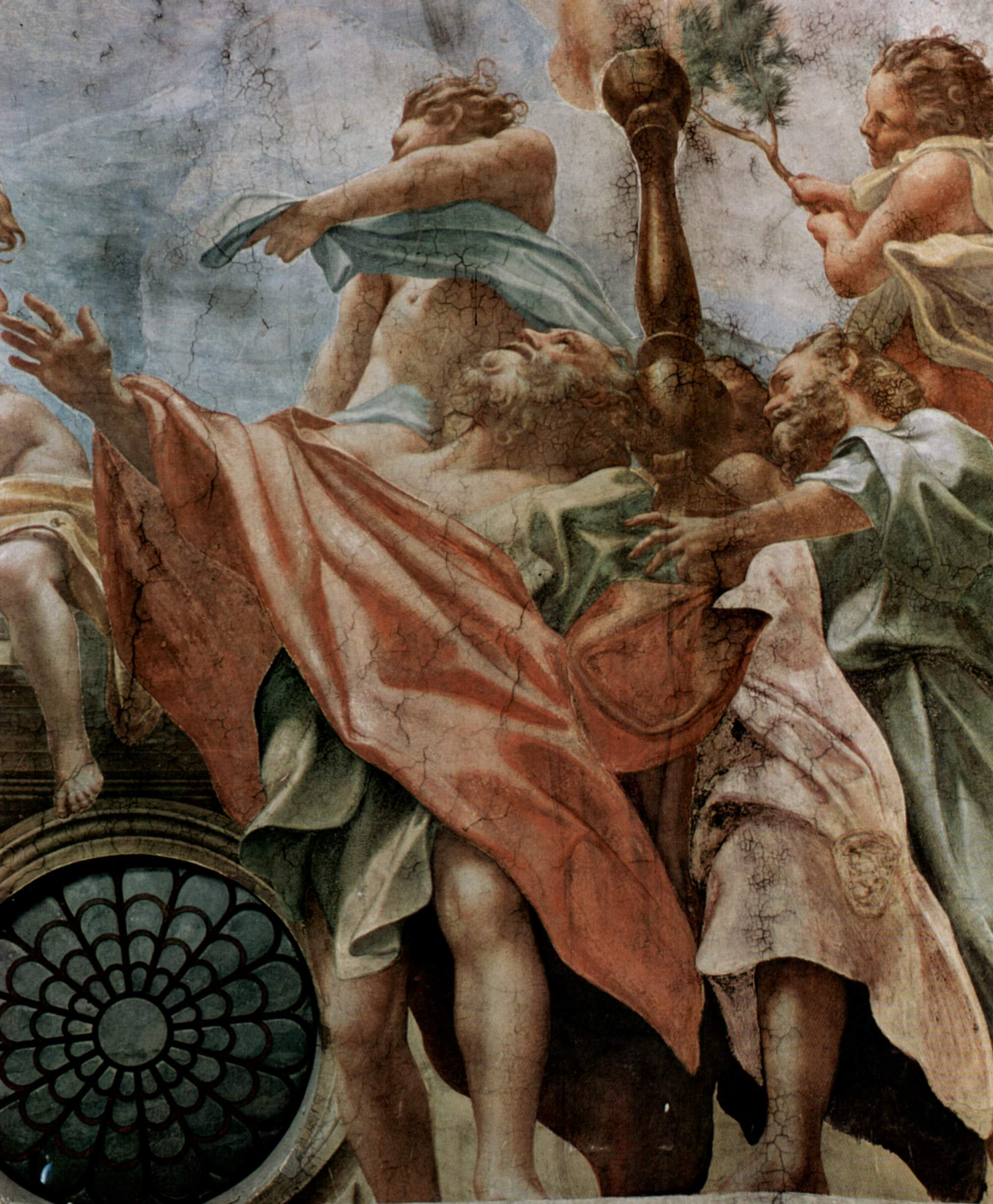
Apôtres.
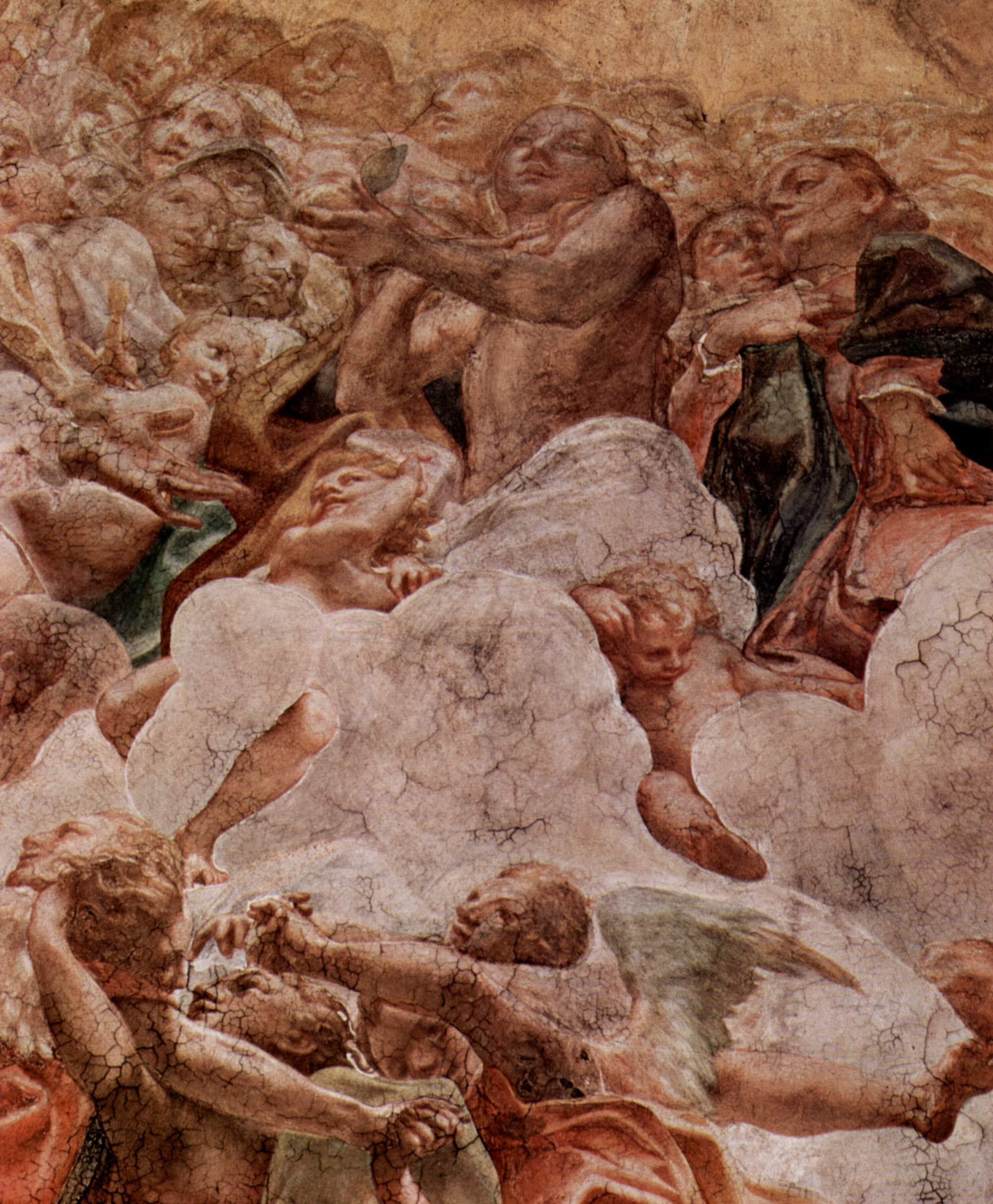
Ève.
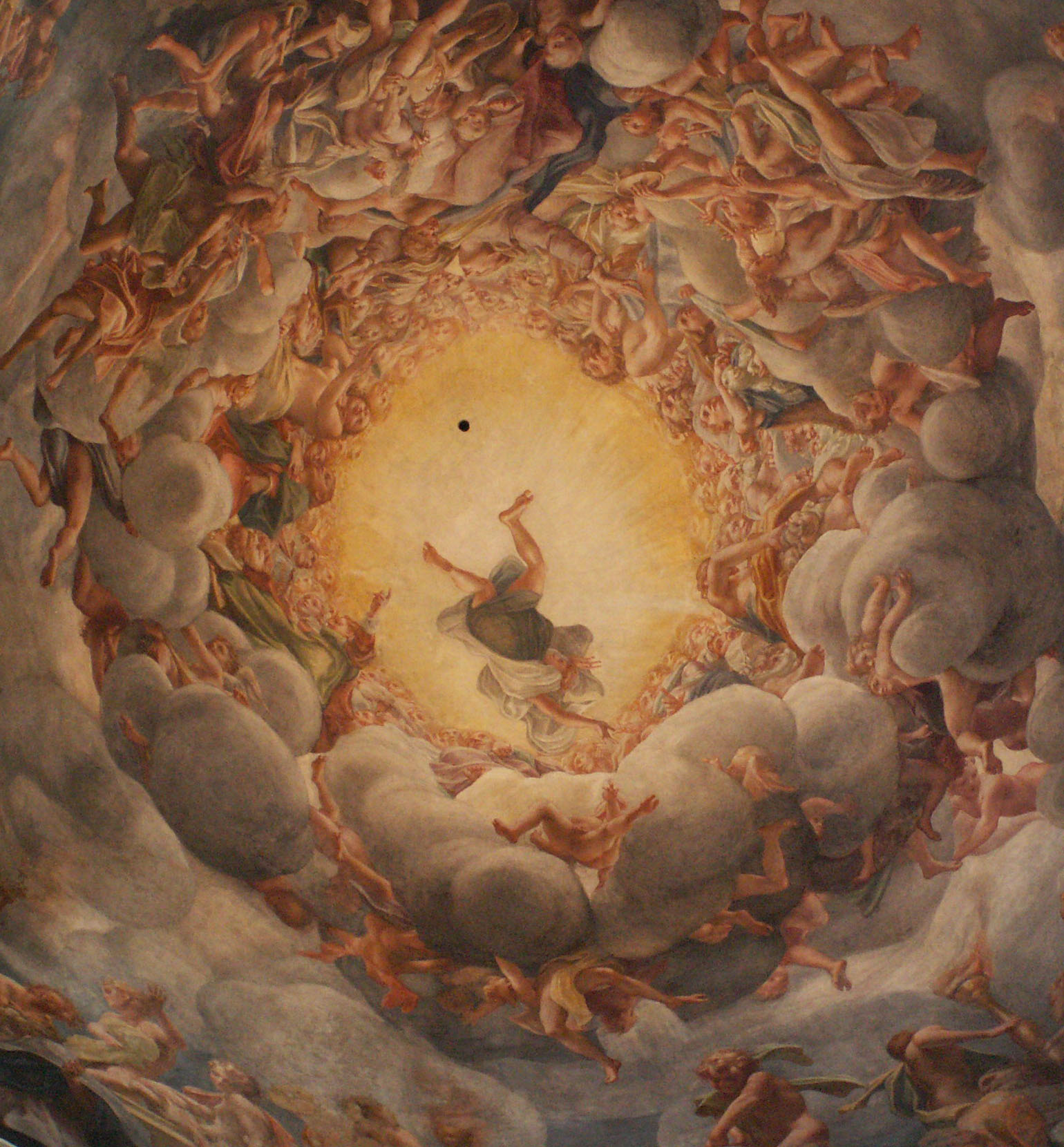
Jésus descendant du ciel.